# Stadt Blankenberg
Stadt Blankenberg ist ein Ortsteil der Stadt Hennef im Rhein-Sieg-Kreis. Der Bestandteil „Stadt“ des Ortsnamens erinnert daran, dass der Ort von 1245 bis 1805 eine selbstständige Stadt war, zu der auch die umliegenden Ortschaften gehörten. Der Ort ging aus der Burg gleichen Namens hervor, die als Sitz der Grafen von Sayn errichtet wurde.

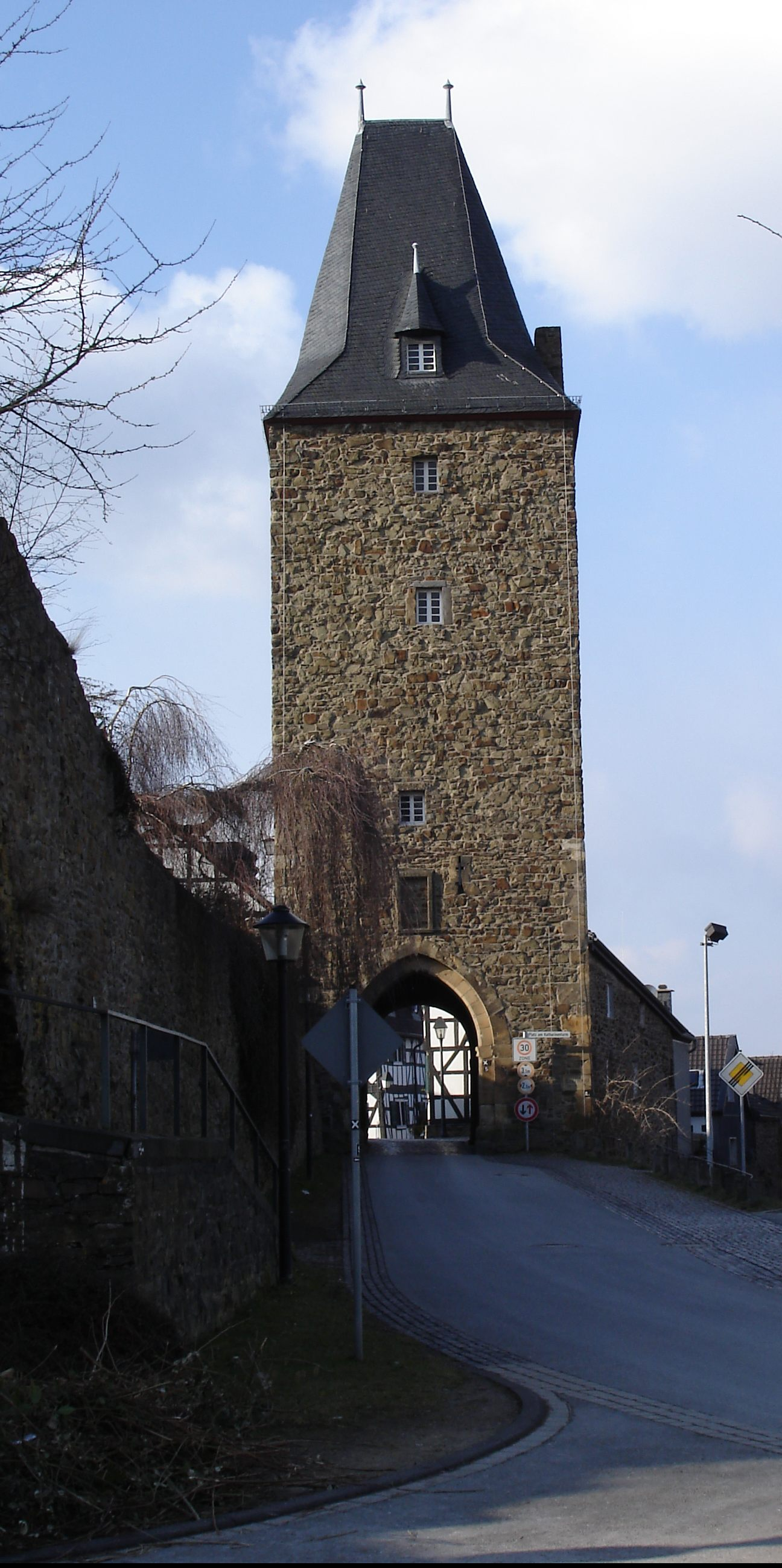
Katharinenturm mit dem so genannten „Eitorfer Tor“

## Geographische Lage

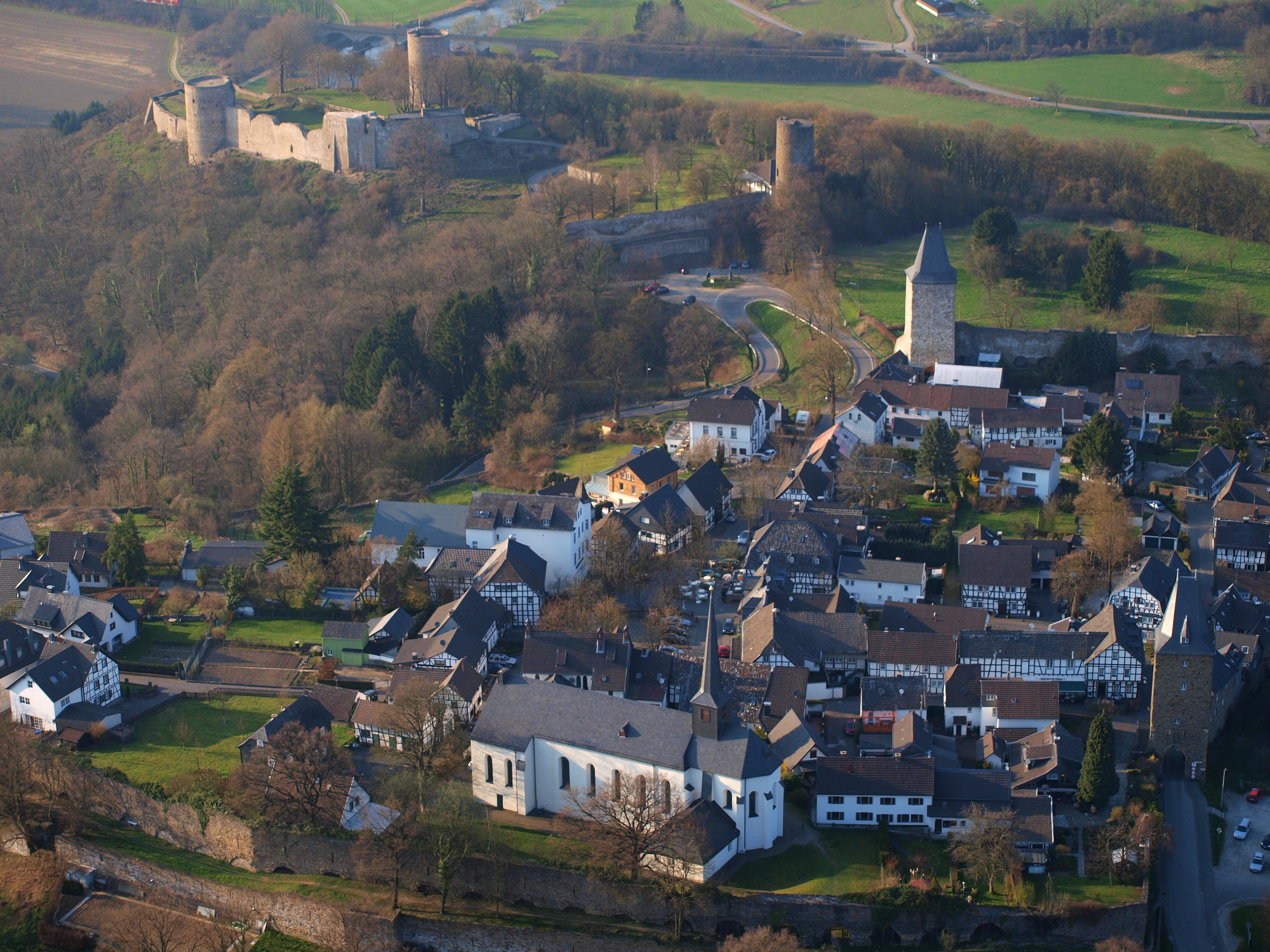
Stadt Blankenberg, Luftaufnahme aus südöstlicher Richtung

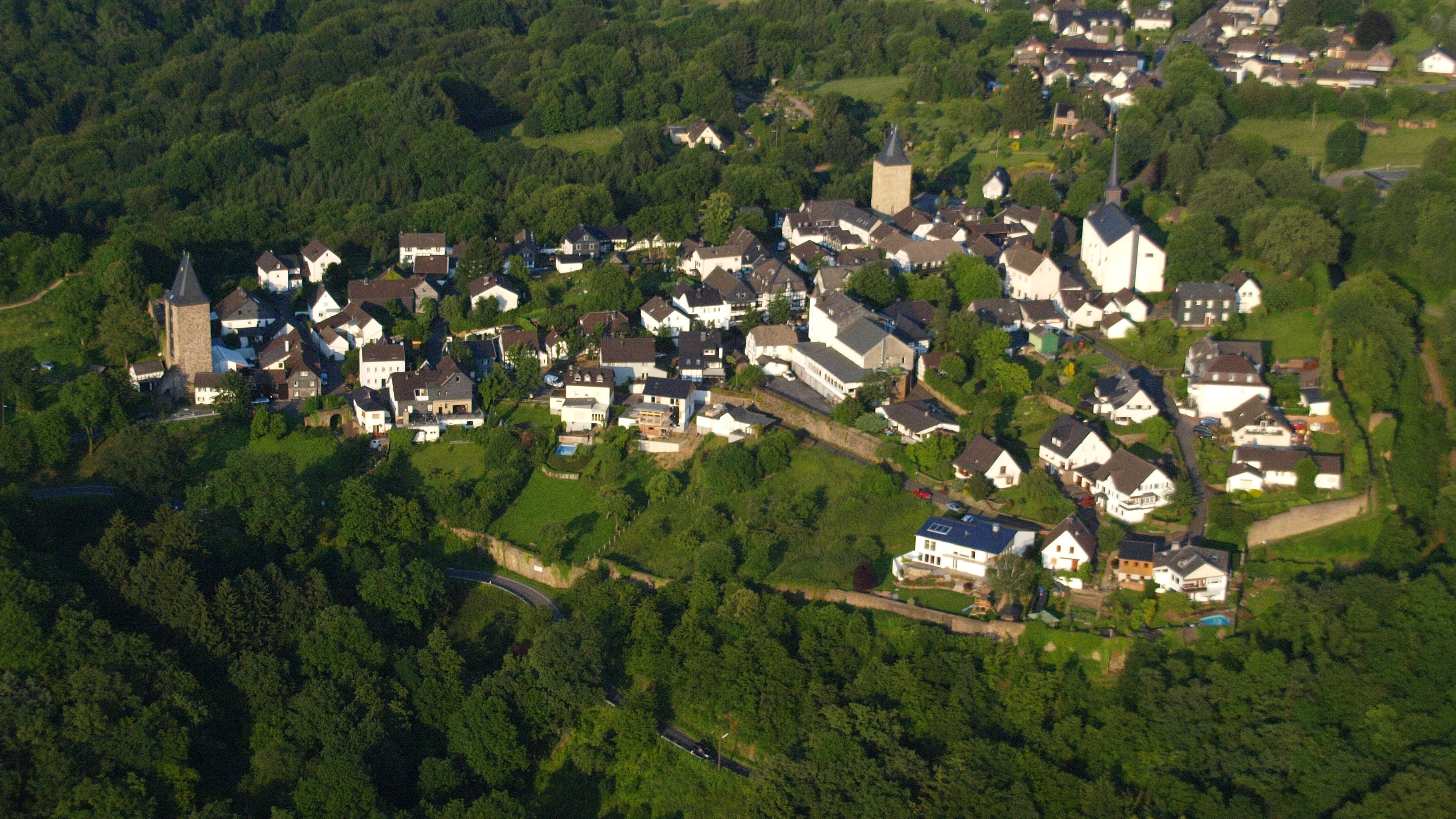
Stadt Blankenberg, Luftaufnahme aus südlicher Richtung

Stadt Blankenberg liegt rund 5,5 Kilometer östlich des Hennefer Stadtkerns unmittelbar an einer Schleife des Flusses Sieg. Blankenberg befindet sich aber nicht unmittelbar am Fluss, sondern auf einem steilen Bergkamm oberhalb der Sieg.
Die Höhe im nördlichen Bereich des Ortes der Burgruine beträgt 152 m ü. NHN. Die Sieg liegt an dieser Stelle etwa auf einer Höhe von 73 m ü. NHN.
Unterhalb von Stadt Blankenberg, am Fuß des Berges, liegt der Ortsteil Stein. Gegenüber auf der anderen Seite der Sieg liegt in besagter Flussschleife der Ort Auel.

## Geschichte
Der Name Blankenberg dürfte dadurch entstanden sein, dass zur Sieg hin das blanke Gestein des Berges sichtbar ist.
Eine erste urkundliche Erwähnung erfolgte im Jahr 1171 durch den Kölner Erzbischof Philipp von Heinsberg, der der Äbtissin Gepa und dem Konvent der heiligen Jungfrauen zu Köln (später St. Ursula genannt) die Existenz eines Freihofes in blanckenberge mitteilt. Die Burg Blankenberg dürfte zwischen 1150 und 1180 errichtet worden sein.
Die Grafen von Sayn, zwei Brüder Eberhard I. und Heinrich I., übertrugen 1152 die Burg und den Hof Sayn bei Bendorf dem Erzbischof von Trier, nachdem der Erzbischof von Köln Arnold II. diese hatte belagern und zerstören lassen, und residierten in Blankenberg. Nachdem sie sich militärisch ruhig verhalten hatten, ließ Arnold II. sie gewähren.
1245 erhielt Blankenberg die Stadtrechte vom Grafen Heinrich III. von Sayn und seiner Frau Gräfin Mechthild von Meißen-Landsberg. Nachfolger von Graf Heinrich III. von Sayn waren seine Neffen, die Kinder von Adelheid von Sayn und Graf Gottfried III. von Sponheim, wovon Heinrich I. von Heinsberg den Besitz von Blankenberg erhielt.
Im Jahr 1363 ging die Burg mit Stadt und dem Umland an die Grafen und späteren Herzöge von Berg. Zur Herrschaft Blankenberg gehörten die Dörfer Muche, Herchen, Dattenfeld Hoenrath und Walterscheidt. Das Gebiet wurde nun auch Amt Blankenberg genannt. Ende des 15. Jahrhunderts war es das größte Amt des Herzogtums Berg.
1450 vereinbarte der Herzog Gerhard von Jülich und Berg mit dem Erzstift Köln durch Verkauf für 204.000 Gulden die Abtretung diverser Gebiete und Städte an das Erzstift. Blankenberg ging als einzige der verkauften Städte sofort nach Abschluss des Kaufvertrages in den Besitz des Erzstiftes über.
Dieser Verkauf diverser Gebiete und Städte einschließlich Blankenberg an das Erzstift wurde 19 Jahre später widerrufen. In einer Urkunde vom 1. Februar 1469 wird eine gütliche Vereinbarung zur Aufhebung des Vertrages von 1450 gegen Zahlung von 45.000 Gulden durch Herzog Gerhard von Jülich und Berg mit dem Erzbischof von Köln vereinbart.
Am 28. Juni 1583 fielen die Truppen des Grafen Adolf von Neuenahr in das Gebiet von Blankenberg ein (Truchsessischer Krieg).
Im Dreißigjährigen Krieg wurde die Burg von schwedischen Truppen erobert und einige Jahre besetzt. Später wurde sie teilweise geschleift, um anderen Kriegsherren kein lohnendes Ziel mehr zu bieten, trotzdem bietet sie heute noch das Bild einer kompakten Burganlage mit vier Türmen und Stadtmauer.
1633 wurde das erste Tauf- und Traubuch für die Pfarre Blankenberg angelegt.
1805 verlor Stadt Blankenberg die Stadtrechte, als das Herzogtum Berg nach dem Vertrag von Schönbrunn an Napoleon überging.

## Gemeinde Blankenberg
Nach den auf dem Wiener Kongress abgeschlossenen Verträgen kam das Gebiet an das Königreich Preußen. Unter der preußischen Verwaltung war die Gemeinde Blankenberg dem Verwaltungsbezirk der Bürgermeisterei Hennef zugeordnet, welche Teil des Kreises Uckerath im Regierungsbezirk Köln war. Nach der Auflösung des Kreises Uckerath (1820) kam die Gemeinde Blankenberg zum Kreis Siegburg (1825 umbenannt in Siegkreis).
Die Gemeinde Blankenberg hatte 1885 in den sieben Wohnplätzen 133 Wohngebäude (mit unbewohnten) und 118 Haushalte mit 525 Einwohnern (260 Männer, 265 Frauen). In der Gemeinde gab es 517 Katholiken, die durch die Pfarren Blankenberg und Bödingen betreut wurden. Daneben gab es fünf Bürger jüdischen Glaubens und drei evangelischen Glaubens (Kirchengemeinde Eitorf).
Die Gemeinde hatte eine Fläche von 428 Hektar, davon 234 Hektar Ackerfläche, 25 Hektar Wiesen und 103 Hektar Wald.
1829 erwarb der damalige Major Friedrich Ernst Theodor von Delitz den Burgberg Blankenberg mit der Ruine und Teilen der Altstadt, um dort ein Weingut zu betreiben. 1913 wurde das Gelände an den Fabrikanten Richard Grüneberg verkauft.
Am 1. April 1934 ging Blankenberg in die Gemeinde Geistingen über. Im gleichen Jahr wurden die Gemeinde Hennef gebildet und die Gemeinde Geistingen eingegliedert.
1953 wurde Blankenberg in Erinnerung an die einstigen Freiheiten in Stadt Blankenberg umbenannt.

### Ortsgliederung
Neben dem Ort Blankenberg gehörten vor der Eingliederung in die Stadt Hennef zu der Gemeinde die Orte Attenberg, Auel, Berg, Hof, Neuenhof und Stein.

### Einwohnerentwicklung
Quelle: Statistik des Rhein-Sieg-Kreises
| Jahr | Einwohner |
| ---- | --------- |
| 1816 | 549       |
| 1843 | 593       |
| 1871 | 554       |
| 1905 | 471       |
| 1933 | 562       |

## Bauwerke und Denkmalschutz

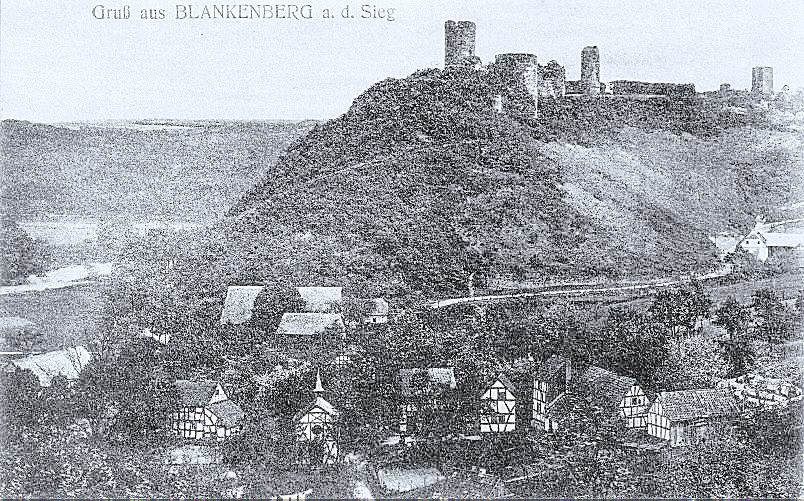
Burg Blankenberg mit dem darunter liegenden Ort Stein auf einer Postkarte um 1900

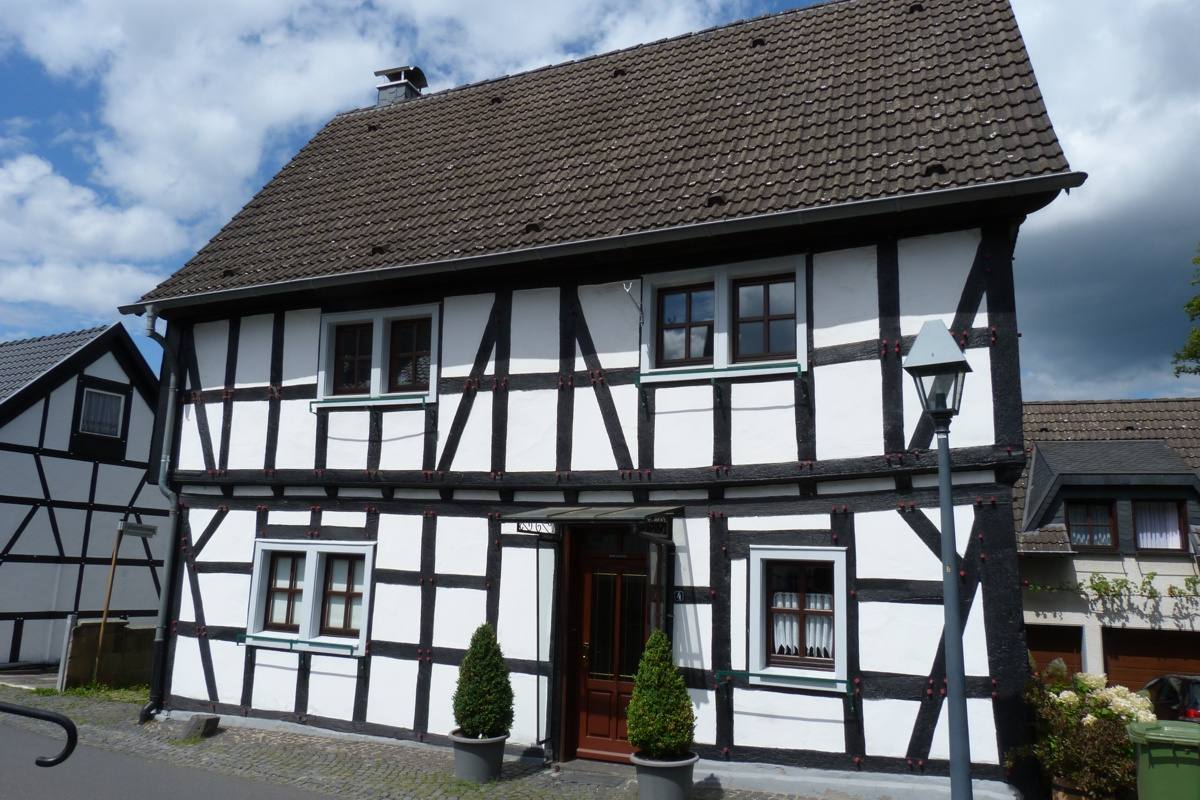
Haus Hambitzer von 1679

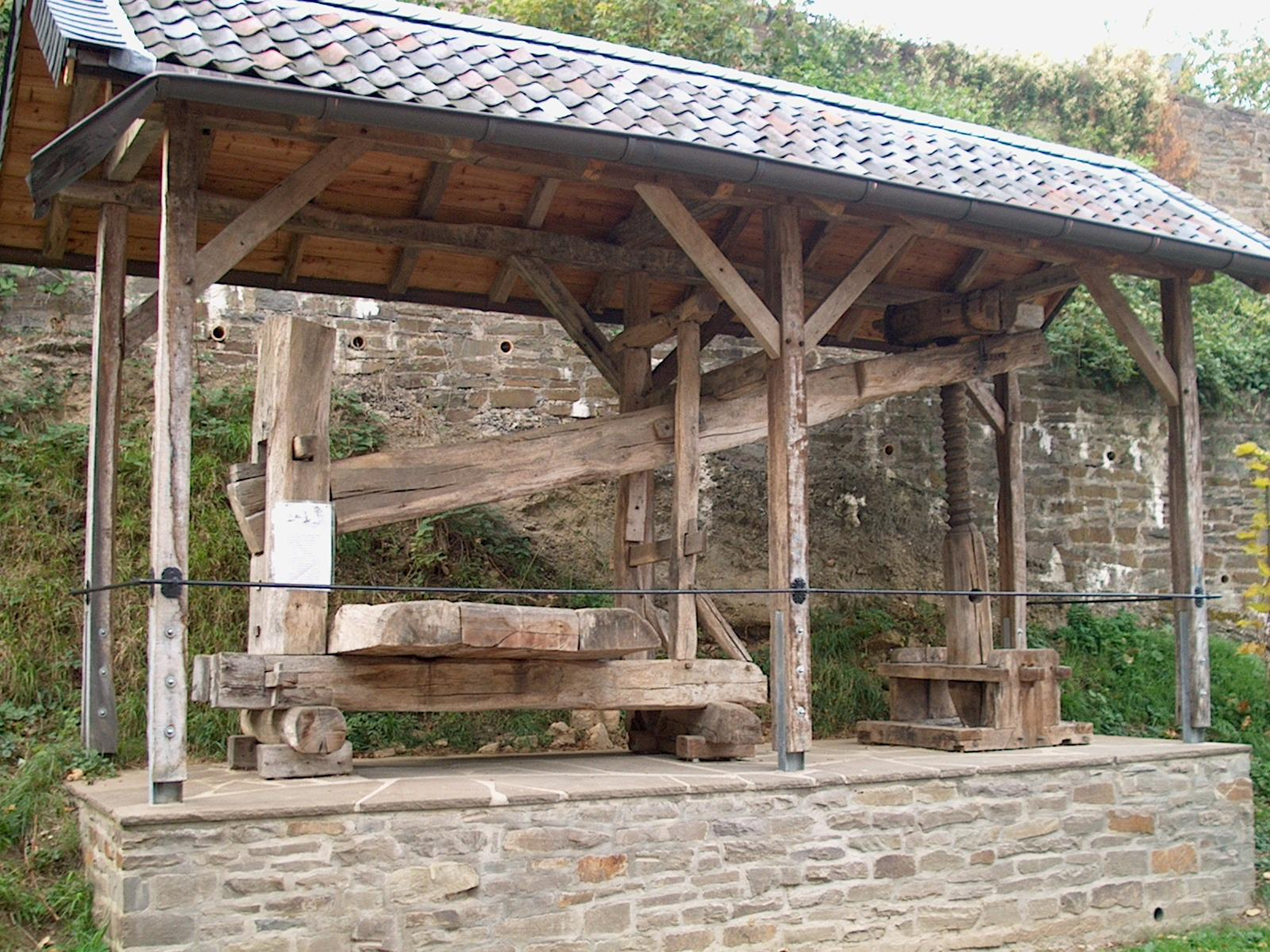
Baumkelter aus dem Jahr 1620, ausgestellt in Stadt Blankenberg

1987 wurde der Ortskern von Stadt Blankenberg, eine mittelalterliche Stadtsiedlung in hervorragendem Erhaltungszustand, in seiner Gesamtheit als sog. Denkmalbereich unter Denkmalschutz gestellt. Mit seiner umfassenden Burganlage, die bereits 1985 unter Denkmalschutz gestellt wurde, und dem fachwerklichen Ortskern ist Stadt Blankenberg immer noch ein frühneuzeitliches Kleinod. Die meisten Fachwerkhäuser stammen aus dem 18. Jahrhundert, das älteste ist Haus Hambitzer mit der Jahreszahl 1679 in einem Holzbalken. Südlich außerhalb der Burgmauern befindet sich lediglich dörfliche Bebauung. Der Nordteil des Berges fällt steil in das bewaldete Siegtal ab, wo der Blick auch heute noch über die Sieg auf bewaldete Höhen und kleine Dörfer schweifen kann, etwa den Wallfahrtsort Bödingen mit seiner charakteristischen Silhouette. Blickpunkt ist außerdem noch der einsame Kegel des Michaelsberges, dessen Abtei früher ebenfalls eine Burganlage war.
Besonders beachtenswerte Bauwerke – neben der Burg – sind:
- Kirche St. Katharina (Blankenberg)
- Katharinenturm (13./14. Jh.) mit Heimatmuseum[12]
- Stadtmauer der Altstadt mit Wallgraben

Die Altstadt von Blankenberg lag zwischen Neustadt und Burg und ist heute eine Weidefläche. Allein der Grabenturm mit Teilen der anschließenden Stadtmauer ist heute noch erhalten. Die Verteidigungsrichtung zeigt Richtung Neustadt, wie man an der verschieferten Innenseite des Grabenturms, an den Schießscharten der Mauer und an der südlichen Ausrichtung der Mauerbastionen erkennen kann.
Die heute in diesem Bereich nur noch teilweise erhaltene Stadtmauer der Neustadt verlief etwa 30 Meter südlich entlang der Straße "Am Wallgraben", wie der Name der Straße belegt und man noch an der Eckbastion südlich des Hangspielplatzes erkennen kann.
Die Stadtmauer der Neustadt wurde später östlich und westlich des Wallgrabens durch eine schmale Mauer mit der Stadtmauer der Altstadt verbunden. Der Verlauf dieser Mauer ist beim Grabenturm auf der Mechthildistraße durch einen Pflastersteinstreifen markiert und durch Mauerreste an der südöstlichen Bastion der Altstadtmauer belegt.
Seit 2008 gehört Stadt Blankenberg zum Denkmalbereich „Historische Kulturlandschaft ‚Unteres Siegtal: Stadt Blankenberg – Bödingen‘“. Der Bereich umfasst als wesentliche Komponenten einerseits Stadt Blankenberg mit der Burg und andererseits den Wallfahrtsort Bödingen mit der Wallfahrtskirche „Zur schmerzhaften Mutter“. Neben dem Burgberg von Stadt Blankenberg und dem gegenüberliegenden Marienberg mit Bödingen gehört dazu auch die gesamte dazwischenliegende, beide Seiten verbindende Siegaue. Der Denkmalbereich hat zum Ziel, die Silhouette des Landschaftsausschnitts und die Ortssilhouetten von Stadt Blankenberg und von Bödingen sowie die charakteristischen Sichtbezüge zu erhalten.

## Persönlichkeiten
Der Arbeiterphilosoph und Journalist Peter Joseph Dietzgen wurde am 9. Dezember 1828 in Stadt Blankenberg geboren.
Urkundliche Erwähnungen der Bürgermeister/Schultheiße
- 1506/1526 Dederich Mynten
- 1532 Dietrich Wißmann/Wesemann[14]
- 1570 Vehling
- 1590 Konrad Henseler ⚭ Catharina von Zweiffel geb. von Lückerath
- 1593 Anton Henseler ⚭ Gertrud Stommel
- 1615 Wilhelm Pütz
- 1657 verstarb Godtfriedt Ditscheidt, Schultheiß allhie
- 1683 Wilhelm Arnold Zarth (Stifter des Steinkreuzes vor der südlichen Stadtmauer)

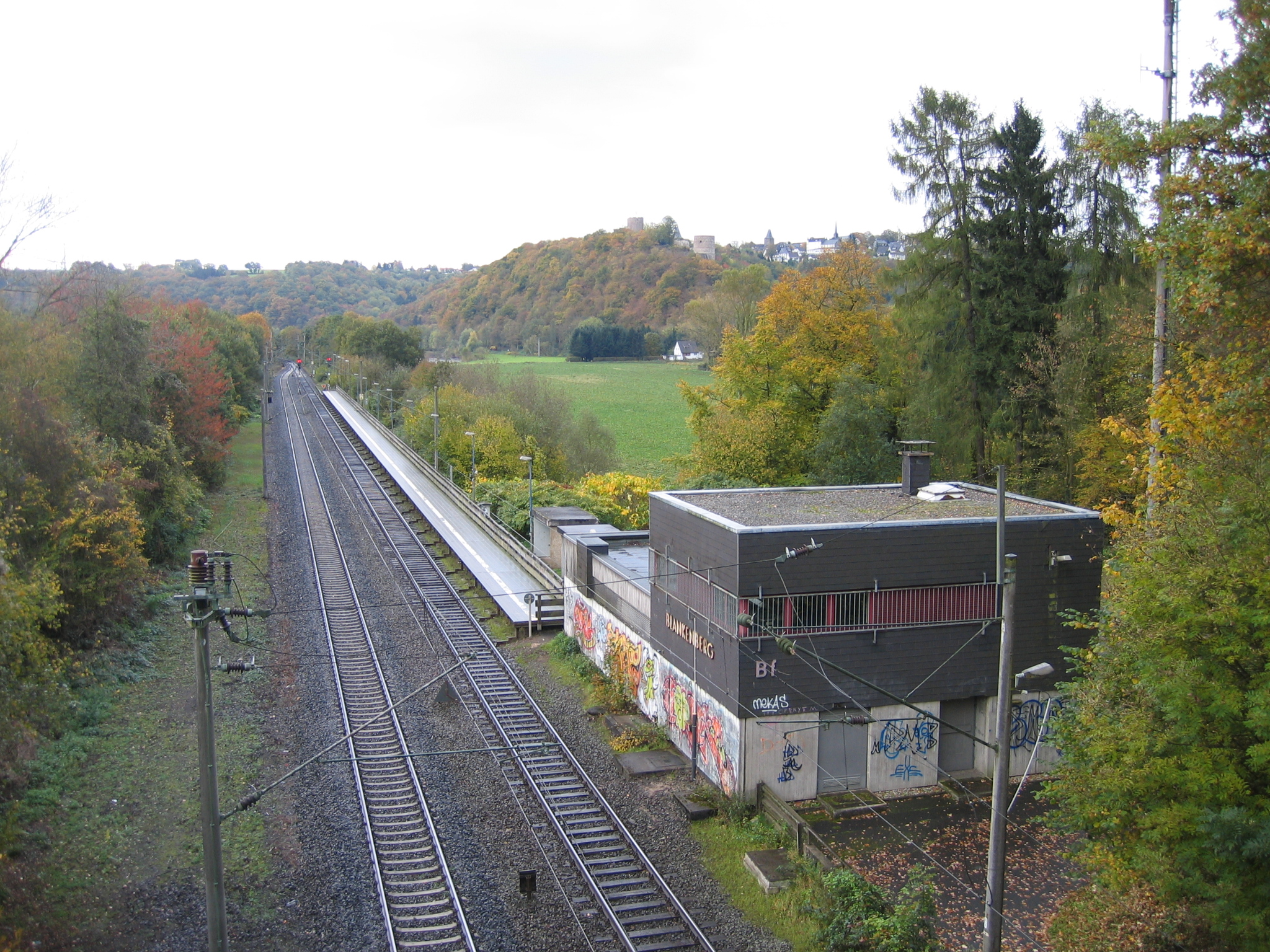
Bahnhof Blankenberg

## Veranstaltungen
- Traditionelles Maifest des Junggesellenvereins „Alte Burg“ am 1. Mai[15]
- Blankenberger Weinfest Anfang August (i. d. R. alle zwei Jahre)[16]
- Floh- und Kunsthandwerkermarkt am 2. Sonntag im September[17]
- Katharinenkirmes mit mittelalterlichem Markt Mitte November[18]

## Historischer Pflanzenbestand
Vermutlich seit der Burggründung, belegt im Mittelalter, wurde in Blankenberg Weinbau betrieben. Die alte, zwischenzeitlich überall an der Sieg eingestellte Tradition ist heute wieder mit einem Weingarten und einem Besucher-Weinpfad belebt. Nachdem zwei der letzten hundertjährigen Weinstöcke jüngst vernichtet wurden, steht noch ein Exemplar der seltenen historischen Sorte Schwarzer Oberlin an der Burgmauer.
Wie bei anderen Burgen auch sind noch Spuren der früher auf der Burg kultivierten Pflanzen erhalten, u. a. auch der zum Würzen der Speisen und für Konfitüren verwendeten Berberitze.

## Verkehr
Der Ort ist über die Landesstraße 333 zu erreichen, die an der Sieg entlangführt und die Landesstraße 268, die auf der Höhe an Blankenberg vorbeiläuft. Ferner verläuft im Tal die Siegstrecke mit dem Bahnhof Blankenberg (Sieg), an dem die Linie S 12 der S-Bahn Köln im Stundentakt hält, zusätzlich auch einzelne Züge der Linie S 19.
| Linie | Verlauf / Anmerkungen | Takt (Mo–Fr) |
| ----- | --- | ------------ |
| S 12  | Horrem – Frechen-Königsdorf – Köln-Weiden West – Köln-Lövenich – Köln-Müngersdorf Technologiepark – Köln-Ehrenfeld – Köln Hansaring – Köln Hbf – Köln Messe/Deutz – Köln Trimbornstraße – Köln Airport Businesspark – Köln Steinstraße – Porz (Rhein) – Porz-Wahn – Spich – Troisdorf – Siegburg/Bonn – Hennef (Sieg) – Hennef Im Siegbogen – Blankenberg (Sieg) – Merten (Sieg) – Eitorf – Herchen – Dattenfeld (Sieg) – Schladern (Sieg) – Rosbach (Sieg) – Au (Sieg) Stand: Fahrplanwechsel Dezember 2023                          | 60 min       |
| S 19  | Düren – Merzenich – Buir – Sindorf – Horrem – Frechen-Königsdorf – Köln-Weiden West – Köln-Lövenich – Köln-Müngersdorf Technologiepark – Köln-Ehrenfeld – Köln Hansaring – Köln Hbf – Köln Messe/Deutz – Köln Trimbornstraße – Köln Frankfurter Straße – Köln/Bonn Flughafen – Porz-Wahn – Spich – Troisdorf – Siegburg/Bonn – Hennef (Sieg) – Hennef Im Siegbogen – (Blankenberg (Sieg) /) Merten (Sieg) – Eitorf – Herchen – Dattenfeld (Sieg) – Schladern (Sieg) – Rosbach (Sieg) – Au (Sieg) Stand: Fahrplanwechsel Dezember 2023 | 60 min       |